# Ухтинский горно-нефтяной колледж
Ухтинский горно-нефтяной колледж — учебное заведение в Республике Коми. Ныне входит в состав Ухтинского государственного технического университета.

## История
Возникновение техникума связано с острой нехваткой квалифицированных рабочих рук в тресте Арктикуголь, к которому относились в том числе и угольные месторождения всего  Печорского края.  
Трест в июле 1932 года обратился в Коми Обком и Северный Крайком ВКП(б) с предложением об открытии горного техникума в селе Усть-Уса.
Поскольку в Усть-Усе не нашлось подходящего помещения,   техникум был открыт под названием Усть-Усинский горный техникум в поселке Ижма. Открытие  произошло 26 сентября 1932 года, 2 ноября прошли первые занятия. Учились 73 студента из запланированных 110. Курс обучения составлял три года.
Под техникум отвели здание пушной фактории Госторга (ныне в этом здании районный узел связи). 
В августе (по другим данным октябре) 1933 года техникум был переведён в посёлок Чибью, ставший со временем городом Ухта. К этому времени он уже относился к горно-металлургического управлению НКВД СССР.
В 1934 году переименован в Ухто-Печорский горный техникум. Техникум находился в структуре Ухто-Печорского лагеря, возглавляемого Я.М. Морозом.  Большинство преподавателей техникума были заключенные, специалисты высокого класса. По состоянию на март 1935 года  из 24 преподавателей 4 были вольнонаемными, 14 были заключенными, 3 были бывшими заключенными. В том числе среди преподавателей был репрессированные геологи И. Н. Стрижов и Н. Н. Тихонович.
В 1936 году состоялся первый выпуск, выпустилось 25 человек: 15 электромехаников и 10 эксплуатационников.
В 1940 году техникум переименован в Ухто–Печорский горно-нефтяной техникум.
14 января 1941 года было принято решение о временном закрытии Ухто-Печорского горно-нефтяного техникума.
3 апреля НКВД СССР распорядился перевести 44 студента третьего курса в другие аналогичные техникумы, работу техникума прекратить 15 апреля 1941 г.
Помещение было отдано под ремесленное училище.
Всего за довоенные годы дипломы получили 293 техника, в том числе 119 горных электромехаников, 72 угольщика и 102 нефтяника.
7 апреля 1945 года вновь организуется уже Ухтинский горно-нефтяной техникум. Среди преподавателей были знаменитые геологи А. Н. Розанов и  А. Я. Кремс.
В 1947 году было построено здание техникума по улице Студенческой (ныне улица Кремса) (адрес — улица Первомайская, 9). Архитектор — Людмила Ивановна Константинова-Урбан.
В 1953 году техникум перешёл в подчинении Управления учебными заведениями Миннефтепрома СССР.
в 1955 году выпущен тысячный специалист.
В 1962 году появляется филиал вечернего отделения в посёлке Ярега.
В 1978 году было достроено 4-хэтажное учебное здание в конце ул. Первомайской, где он находится и поныне.
В 1982 году техникум был награжден Почетной грамотой Верховного Совета РСФСР.
16 декабря 1993 года Ухтинский горно-нефтяной техникум стал именоваться колледжем.
В 2007 году колледж был переименован из государственного образовательного учреждения в федеральное государственное образовательное учреждение.
23 июня 2011 года Федеральное государственное образовательное учреждение среднего профессионального образования «Ухтинский горно-нефтяной колледж» реорганизовано в форме присоединения к Ухтинскому государственному техническому университету в виде структурного учебного подразделения университета. С тех пор его полное название звучит как «Горно-нефтяной колледж Ухтинского государственного технического университета» (ГНК УГТУ).
В целом за годы работы колледжем было подготовлено более 15000 специалистов.

## Руководство
- Михаил Григорьевич Вальков (1932-1933)[1][12][8]
- Константин Константинович Матвеев (1933-1936)
- Павел Михайлович Семёнов (1936-1937)
- Виктор Гаврилович Швидко (1937-1941)
- Николай Иванович Попов (1945-1950)
- Александр Иванович Распутин (1950-1954)[13]
- Николай Иванович Попов (1954-1958)
- Василий Клеоникьевич Тихонов (1958-1966)
- Геннадий Александрович Микишев (1966-1969)
- Марат Михайлович Дутов (1969-1987)[12]
- Вячеслав Николаевич Емельянов (1987-2011)
- Валерий Сергеевич Зодьбинов (2011-2012)
- Ярослав Халилевич Валеев (2012-2015)
- Дмитрий Андреевич Борейко (2015-)
- Василий Викторович Завьялов

## Известные выпускники
- Коснырев, Владимир Петрович — буровик, Герой соцтруда.
- Лихачёв, Генрих Алексеевич — буровик, Герой соцтруда.
- Пластинина, Ксения Андреевна —  начальница шахтоуправления комбината «Воркутауголь»[14].
- Ульныров, Владимир Васильевич — буровик, Герой соцтруда.
- Якимов, Александр Пантелеймонович — буровик, Герой соцтруда.